# Karate
Karate-dō (japoneză 空手道) este o artă marțială japoneză introdusă în Japonia (și ulterior în lume) din Okinawa în 1922. În japoneză kara înseamnă gol, te înseamnă mână iar dō înseamnă cale, rezultatul fiind calea mâinii goale.  În karate se utilizează lovituri cu mâinile, coatele, palmele, picioarele, genunchi, precum și blocaje, secerări, prize, proiectări, fiind un stil extern de luptă.
Originile karate-ului le constituie diferite stiluri de arte marțiale chinezești (kung-fu sau gong-fu, respectiv kem-po în pronunțare japoneză), "strămoșul" fiind pokkeck (așa-numitul "box chinezesc" sau "box de templu"), respectiv shaolin quang-fa, practicat de călugării templului shaolin. Derivate ale acestui sistem de luptă, mai ales așa-numitele "stiluri sudice" (China sudică) au stat la rîndul lor la baza Okinawa-te, a artelor marțiale practicate pe insula Okinawa. Acestea s-au dezvoltat din importante influențe repetate de-a lungul secolelor importate din China, dar și din stiluri de luptă băștinașe. Incă înaintea răspândirii sistemului de luptă Okinawa-te (ulterior kara-te) existau mai multe stiluri, care stau la baza "stilurilor tradiționale" ale karate.
Întemeietorul karatedo-ului modern este considerat Gichin Funakoshi (1868-1957), fondatorul stilului Shotokan. După 1922, când a sosit în Japonia din Okinawa, Funakoshi a făcut cunoscut karate prin mai multe demonstrații și prelegeri. Pentru a crește popularitatea stilului său de luptă (Okinawa-te), l-a denumit în japoneză "karate" (kara-te).
Există numeroase stiluri ("ryu"= școală în limba japoneză) de karate, diferite prin tehnicile de luptă și principiile strategice pe care le folosesc. De exemplu, Shotokan folosește atacuri lungi, din mișcare, punând accent pe viteză, mobilitate, suplețe, în timp ce în Goju-ryu se folosesc atacuri și blocaje scurte, fără deplasare, accentul fiind pus pe forță si suplete. Un alt stil important de karate este Wado Ryu. El a fost creat de Hironori Ōtsuka Sensei prin imbinarea karate-ului din Okinawa cu Shinto Yoshin Ryu Jiu Juitsu straveche arta martiala specific japoneza. Astfel acest stil de karate Wado Ryu mosteneste principiul Armoniei din Jiu Juitsu spre deosebire de alte stiluri de karate ce folosesc mai degraba forta duritatea.
Toate stilurile folosesc două exercții de bază: kata (set de tehnici prestabilite mimând lupta cu adversari imaginari) și kumite (lupta cu adversar real). În karate sportiv se organizează competiții de kata și de kumite.
 Locul în care se practică karate (sala de antrenament) se numește dojo. Termenul este folosit și în cazul altor arte marțiale japoneze.
Practicantul de karate se numește karateka (kara-te ka). În funcție de nivelul de pregătire,în urma unui examen, practicantului i se acordă grade. Gradele inferioare (descrescătoare, de la 10 la 1) se numesc kyu. Gradele superioare (crescătoare, de la 1 la 10) se numesc dan. Fiecărui grad îi corespunde o centură de o anumită culoare. Sistemul de culori poate fi diferit de la un stil la altul, dar culorile de bază sunt albă, galbenă, portocalie(rosie) aka , verde, albastră, maro (pentru kyu), neagră, pentru dan, cu un număr de trese transversale corespunzător gradului dan.

## Centre de instruire
Unul dintre principalele centre de karate a devenit cluburi universitare. Deoarece studenții au studiat la universitate doar câțiva ani, pentru a atrage cei implicați în programul de formare, aceste cluburi s-au schimbat foarte mult în comparație cu sistemul de instruire din Okinawa: tinerii nu au vrut să învețe elementele de bază ale tehnologiei de bază de mai mulți ani. Acest proces a dus la mișcarea de karate în direcția sporturilor occidentale, care s-a încheiat în cele din urmă după al doilea război mondial.

## Stiluri de karate
În ordine alfabetică:
- Chito-ryu
- Goju-ryu
- Hon-Do-Ryu
- Isshinryu
- Kyokushin
- San-Ki-Do (San=3, Ki=energie vitala, Do=cale)
- Shaolin
- Shito-ryu
- Shotokan
- Fudokan
- Tameshiwari (Arta de a sparge)
- Wado-ryu
- World Oyama Karate

etc.
Knock-Down Karate nu este un stil de karate, ci un tip de care aparțin mai multe stiluri, ca de exemplu stilul Kyokushin și unele derivate ale sale (de exemplu Ashihara, Shidokan, Seido).

## Istorie

### Okinawa

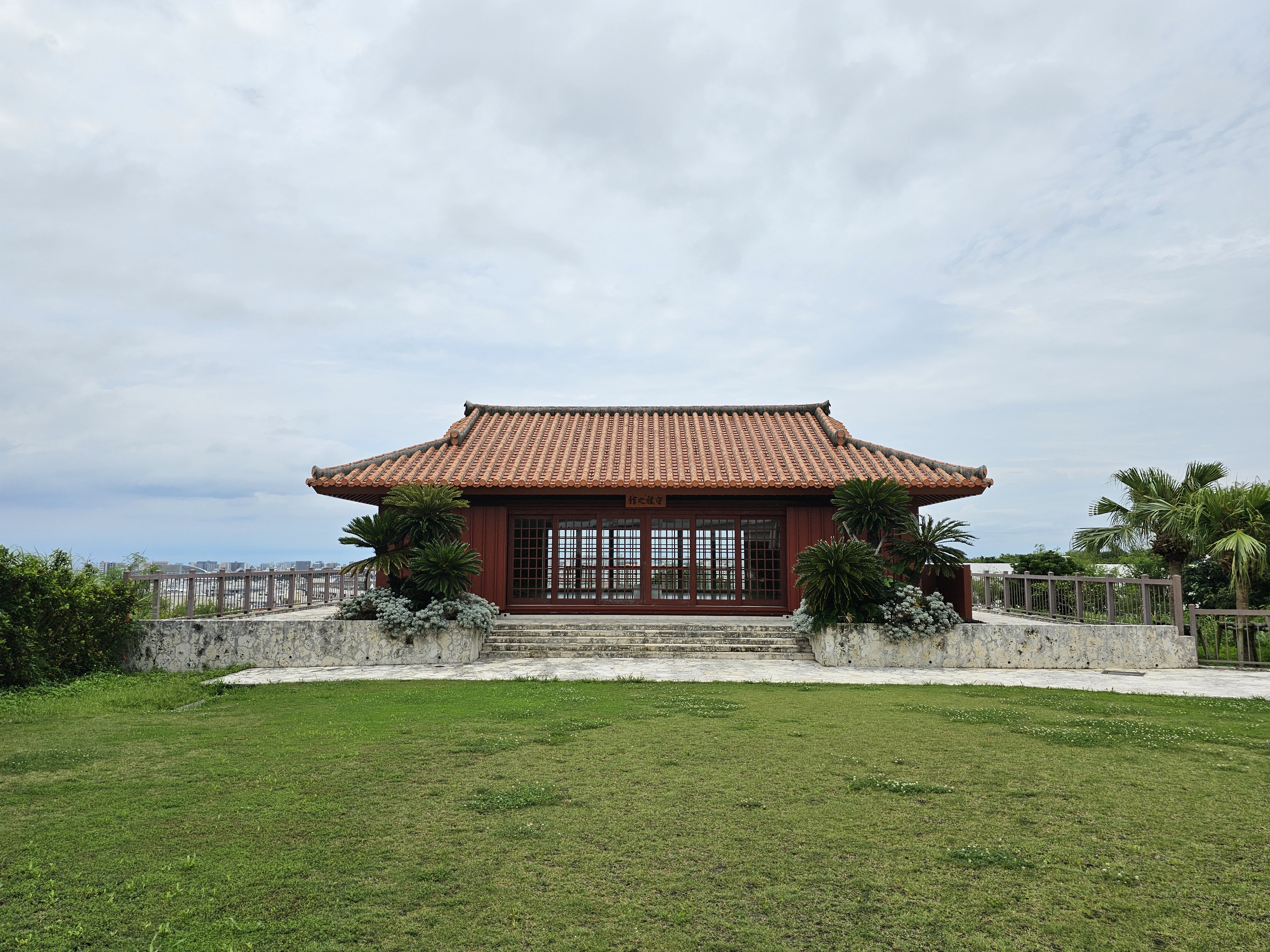
Traditional Dojo - Shurei no yakata at Karate Kaikan, Tomigusuku, Naha, Okinawa

Karate a început ca un sistem comun de luptă cunoscut sub numele de Okinawa. După încheierea relațiilor comerciale cu dinastia Ming din China în 1372 de către regele Satto de Chūzan, unele forme de arte marțiale chinezești au fost introduse în Insulele Ryukyu de către vizitatorii din China, în special provincia Fujian. Un grup mare de familii chineze s-au mutat în Okinawa în jurul anului 1392 în scopul schimbului cultural, unde au înființat comunitatea Kumemura și și-au împărtășit cunoștințele despre o mare varietate de arte și științe chinezești, inclusiv artele marțiale. Centralizarea politică în Okinawa impusă de regele Shō Hashi în 1429 și politica de interzicere a armelor de către regele Shō Shin în 1477, aplicată mai târziu în Okinawa după invazia clanului Shimazu din 1609, au fost factori care au contribuit la dezvoltarea tehnicilor de luptă fără arme în Okinawa.

### Japonia
Gichin Funakoshi, fondator al Karate Shotokan, este în general creditat cu introducerea și popularizarea karate pe principalele insule din Japonia. În plus, mulți din Okinawa au predat în mod activ și, prin urmare, sunt, de asemenea, responsabili pentru dezvoltarea karate-ului pe principalele insule. Funakoshi a fost discipol al lui Asato Ankō și Itosu Ankō (care a insistat pentru a introduce karate în sistemul de învățământ din Okinawa în 1902).

## Karate și influența în afara Japoniei

### Canada
Karate s-a dezvoltat în Canada între anii 1930-1940, perioadă când a sporit numărul de emigranți japonezi. Karate a fost practicat în liniște fără a fi puse accente pe organizare și dezvoltare. În timpul celui de-al doilea război mondial, multe familii japonezo-canadiene au fost mutate în interiorul British Columbia, provincie pe coasta de vest a Canadei. Masaru Shintani, la vârsta de 13 ani, a început să studieze karate Shorin-Ryu în tabăra japoneză de la Kitigawa. În 1956, după 9 ani de formare cu Kitigawa, Shintani a călătorit în Japonia și la cunoscut pe Hironori Otsuka (Wado Ryu). În 1958, Otsuka la invitat pe Shintani să se alăture organizației sale Wado Kai, iar în 1969 ia cerut lui Shintani să-și numească oficial stilul lui Wado.
În Canada în același timp, karate a fost introdus și de Masami Tsuruoka care a studiat în Japonia în anii 1940, fiind discipolul lui  Tsuyoshi Chitose. În 1954, Tsuruoka a inițiat prima competiție de karate în Canada și a pus bazele Asociației Naționale de Karate.
La sfârșitul anilor '50, Shintani s-a mutat în Ontario și a început să predea karate și judo la Centrul Cultural Japonez din Hamilton. În 1966 a înființat (cu aprobarea lui Otsuka) Federația de Karate Shintani Wado Kai. În anii '70 Otsuka l-a numit pe Shintani Director tehnic Wado Kai în America de Nord. În 1979, Otsuka l-a promovat public pe Shintani la  hachidan  (al 8-lea dan) și în 1995 i-a oferit în mod privat certificatul kudan (al 9-lea dang). 